# ガキ大将
ガキ大将（がきだいしょう：餓鬼大将）とは、子供の集団で最も力が強く威張っている者を指す。

## 概説
多くは勉強が出来ず、腕力が強く、自分勝手な者が多いが、中には義侠心に富み、身を挺してでも自分の子分や周囲の仲間を守ろうとするものもいる。そうしたガキ大将を漫画や児童文学の主人公とした作品も多くみられ、創作物におけるひとつのキャラクター類型として取り上げられることが多い。

## フィクションの登場人物の例
- あばれはっちゃく
- 男一匹ガキ大将
- ガキ大将がやってきた
- 藤子・F・不二雄 - 執筆した作品の多くに、ガキ大将となるキャラクターが描かれる。主人公、マドンナ、そしてガキ大将とその腰巾着の四者が常に登場するのが王道パターン。
  - 剛田武 - 『ドラえもん』の登場人物。通称「ジャイアン」。
  - 熊田薫 - 『キテレツ大百科』の登場人物。通称「ブタゴリラ」。
- 怪談レストラン
  - 水窪 ユウマ - アニメ版の登場人物。通称「ユウマ｣。